# Corròp
Corròp (en aranès, conjunt de persones agrupades amb un objectiu comú) és un partit polític de la Vall d'Aran. D'ideologia occitanista i assembleari, es va presentar per primera vegada a les eleccions al Consell General d'Aran (al terçó de Quate Lòcs) i al municipi de Les el 2015 on aconseguí dos electes. La formació va néixer amb l'objectiu de trencar el bipartidisme històric de la vall, entre Convergència Democràtica Aranesa i Unitat d'Aran. El partit considera que l'Aran és part de la nació occitana. Alguns dels seus membres han estat vinculats al moviment occitanista Libertat, i malgrat que tots són independents, n'hi ha de vinculats amb Esquerra Republicana Occitana, la CUP o ICV.